# Barrado (kommunhuvudort)
Barrado är en kommunhuvudort i Spanien.   Den ligger i provinsen Provincia de Cáceres och regionen Extremadura, i den centrala delen av landet, 190 km väster om huvudstaden Madrid. Barrado ligger 807 meter över havet och antalet invånare är 515.
Terrängen runt Barrado är varierad. Runt Barrado är det ganska glesbefolkat, med 23 invånare per kvadratkilometer. Närmaste större samhälle är Plasencia, 18,6 km väster om Barrado. 